# Raj Kuder
Rajland Piter Kuder (engl. Ryland Peter Cooder; rođen 15. mart a 1947. u Los Anđelesu, Kalifornija) je američki gitarista, pevač i kompozitor, poznat po specifičnom slajd-zvuku gitare, ineresu za izvornu američku muziku (engl. American roots music) i saradnji sa muzičarima iz drugih zemalja.

## Karijera
Kuder je prvi put privukao pažnju 1960. godina, svirajući sa Kapten Bifhartom (engl. Captain Beefheart) i Madžik bendom (engl. Magic Band, nakon što je prethodno sarađivao sa Tadž Mahalom (engl. Taj Mahal) i Rajzing sonsima (engl. Rising Sons).
Krajem 60-tih godina 20. veka sarađivao je sa Rolingstonsima kao sešn-muzičar (engl. session) i to na albumima Let It Bleed (mandolina u (Love in Vain i Sticky Fingers, na kojima je svirao slajd gitaru u pesmi "Sister Morphine". Tokom tog perioda, Kuder je sarađivao sa Mik Džegerom, Čarli Vatsom, Bilom Vajmanom i dugogodišnim studijskim muzičarem Rolingstonsa, Nikijem Hopkinsom, na snimanju "Džaming sa Edvardom" (engl. "Jamming with Edward"). Ubrzo posle ovog sešna, Kuder je optužio Kita Ričardsa za muzičko plagijatorstvo, ali je od tada uvek odbijao da komentariše ove svoje optužbe. Kuder je takođe svirao slajd gitaru za film Performance iz 1970. godine, između ostalog, i u pesmi koja predstavlja prvi samostalni singl Mika Džegera "Memo from Turner".

## Diskografija

### Studijski albumi
- Ry Cooder (1970)
- Into the Purple Valley (1972)
- Boomer's Story (1972)
- Paradise and Lunch (1974)
- Chicken Skin Music (1976)
- Show Time (1977)
- Jazz (1978)
- Bop till You Drop (1979)
- Borderline (1980)
- The Slide Area (1982)
- Get Rhythm (1987)
- Chávez Ravine (2005)
- My Name Is Buddy (2007)
- I, Flathead (2008)
- Pull Up Some Dust and Sit Down (2011)
- Election Special (2012)
- The Prodigal Son (2018)

### Kompilacije
- Why Don't You Try Me Tonight (1986)
- River Rescue – The Very Best Of Ry Cooder (1994)
- Music by Ry Cooder (1995)
- The Ry Cooder Anthology: The UFO Has Landed (2008)

## Spoljašnje veze
- Zvanični veb-sajt
- Raj Kuder na sajtu  (jezik: engleski)